# Zdeněk Fikr
Zdeněk Fikr (* 30. prosince 1943) byl český a československý politik, po sametové revoluci poslanec Sněmovny lidu Federálního shromáždění za Liberálně sociální unii.

## Biografie
Ve volbách roku 1992 byl za koalici Liberálně sociální unie, zvolen do Sněmovny lidu (volební obvod Východočeský kraj). Ve Federálním shromáždění setrval do zániku Československa v prosinci 1992.